# Castello di Sant’Andrea
Das Castello di Sant’Andrea ist die Ruine einer mittelalterlichen Niederungsburg oberhalb von Sant’Andrea Bagni, einem Ortsteil von Medesano in der italienischen Region Emilia-Romagna.

## Geschichte
Die ursprüngliche Verteidigungsfestung ließen die Markgrafen Pallavicini aus dem Familienzweig von Ravarano in der zweiten Hälfte des 13. Jahrhunderts erbauen.
1295 ordnete der Bürgermeister von Parma die Zerstörung der Burg an, die aber Anfang des 14. Jahrhunderts im Auftrag der Da Cornazzanos wieder aufgebaut wurde. 1356 verkaufte sie Antoniolo Pallavicino an Giacomo und Bertrando  Rossi, die in dem Kaufvertrag auch die mehr als 100 Vasallen übernahmen.
1408 eroberte Ottobuono de’ Terzi die Burgen der Rossis von Sant'Andrea und Carona. Die Brüder Giacomo und Pier Maria I. de’ Rossi verbündeten sich mit dem Markgrafen von Ferrara, Niccolò III. d’Este, und stellten den Antrag, dass er, wenn er Herrscher von Parma würde, ihnen die Wiedereinsetzung in die beiden Festungen und die Burgen von Castrignano, Tiorre, Pariano und Mattaleto, ebenso wie die Erlaubnis zum Wiederaufbau der Burgen von Mulazzano, Alberi, Porporano, Antesica und Mamiano oder der benachbarten Burg Basilicanova garantiere.
Nach der Wiedereinsetzung in die Festung von Sant’Andrea 1428 verlor sie Pier Maria I. de’ Rossi erneut nach der Eroberung und Zerstörung des benachbarten Castello di Miano, dessen Bewohner, die in das Castello di Sant’Andrea deportiert worden waren, die Tore den Truppen von Rolando Pallavicino öffneten. Dennoch überzeugte Niccolò Piccinino 1441 Filippo Maria Visconti von dem Verrat des Markgrafen und ließ sich damit beauftragen, den Stato Pallavicino zu erobern. Rolando Pallavicino war gezwungen, zu fliehen, und alle seine Besitzungen wurden vom Herzog von Mailand konfisziert, der 1442 dem Condottiere das Castello di Sant’Andrea und zahlreiche weitere Burgen in der Provinz Parma, darunter auch Solignano, Taro, Miano, Varano Marchesi, Banzola, Visiano, Cella, Tabiano, Monte Manulo, Bargone, Gallinella, Felegara und Monte Palero, gab.
Später gab Niccolò Piccinino die Festung von Sant’Andrea an die Da Cornazzanos ab. Wenige Jahre später, nach der Machtübernahme durch Francesco I. Sforza, griff Pier Maria II. de’ Rossi die Burg an, brachte sie wieder in seinen Besitz und erhielt 1449 die Investitur durch den Herzog von Mailand.
1464 vermachte Pier Maria II. in seinem Testament das Castello di Sant’Andrea und zahlreiche weitere Burgen seinem Sohn Guido, aber 1482, während des Krieges der Rossis, stürmten die Truppen von Ludovico Sforza unter der Führung von Gian Giacomo Trivulzio die Burg, der bald die von Roccalanzona folgen sollte. Im Dezember desselben Jahres gelang es Guido de’ Rossi, wieder dort einzudringen, aber er gab sie am folgenden Tag wieder auf, als die Soldaten Gianfrancescos I. Pallavicino von Varano de’ Melegari eintrafen. Letzterer brachte sich in den Besitz der Burg und nach dem Ende der Kämpfe behielt er es für sich und vererbte es seinen Nachkommen, auch wenn nach den Übereinkünften die Burg an Gualtiero Bascapé weitergegeben werden sollte. Diese Nachkommen blieben bis 1805 Lehensnehmer von Varano de’ Melegari.
Als die Festung ihre Verteidigungsaufgabe verlor, wurde sie vollständig aufgegeben und verfiel schnell, sodass im Jahre 1804 nur noch die Fundamente zu sehen waren, die Anfang des 21. Jahrhunderts wiederentdeckt wurden.

## Beschreibung
Von der alten Burg sind heute nur noch einige Reste der Fundamente des Turms erhalten, der einst einen rechteckigen Grundriss von 20 Metern × 12 Metern hatte; diese Reste sind fast vollständig überwachsen. Die Sandwichmauern waren mit ordentlich aufgeschichteten Steinen verkleidet, zwischen denen Schutt aufgefüllt war.